# Сент-Пітер (Іллінойс)
Сент-Пітер (англ. St. Peter) — селище (англ. village) в США, в окрузі Фаєтт штату Іллінойс. Населення — 322 особи (2020).

## Географія
Сент-Пітер розташований за координатами 38°52′3″ пн. ш. 88°51′1″ зх. д. / 38.86750° пн. ш. 88.85028° зх. д. (38.867559, -88.850386).  За даними Бюро перепису населення США в 2010 році селище мало площу 1,35 км², уся площа — суходіл.

## Демографія
Згідно з переписом 2010 року, у селищі мешкало 359 осіб у 153 домогосподарствах у складі 99 родин. Густота населення становила 266 осіб/км².  Було 160 помешкань (119/км²).
Расовий склад населення:
| - 99,4 % — білих - 0,6 % — чорних або афроамериканців |

До двох чи більше рас належало 0,0 %. Частка іспаномовних становила 0,3 % від усіх жителів.
За віковим діапазоном населення розподілялося таким чином: 24,2 % — особи молодші 18 років, 55,5 % — особи у віці 18—64 років, 20,3 % — особи у віці 65 років та старші. Медіана віку мешканця становила 42,6 року. На 100 осіб жіночої статі у селищі припадало 82,2 чоловіків;  на 100 жінок у віці від 18 років та старших — 85,0 чоловіків також старших 18 років.
Середній дохід на одне домашнє господарство  становив 45 531 долар США (медіана — 37 813), а середній дохід на одну сім'ю — 55 112 долари (медіана — 43 750). За межею бідності перебувало 13,2 % осіб, у тому числі 26,1 % дітей у віці до 18 років та 11,1 % осіб у віці 65 років та старших.
Цивільне працевлаштоване населення становило 170 осіб. Основні галузі зайнятості: роздрібна торгівля — 17,1 %, освіта, охорона здоров'я та соціальна допомога — 15,3 %, будівництво — 10,6 %, мистецтво, розваги та відпочинок — 10,0 %.